# Calvignano

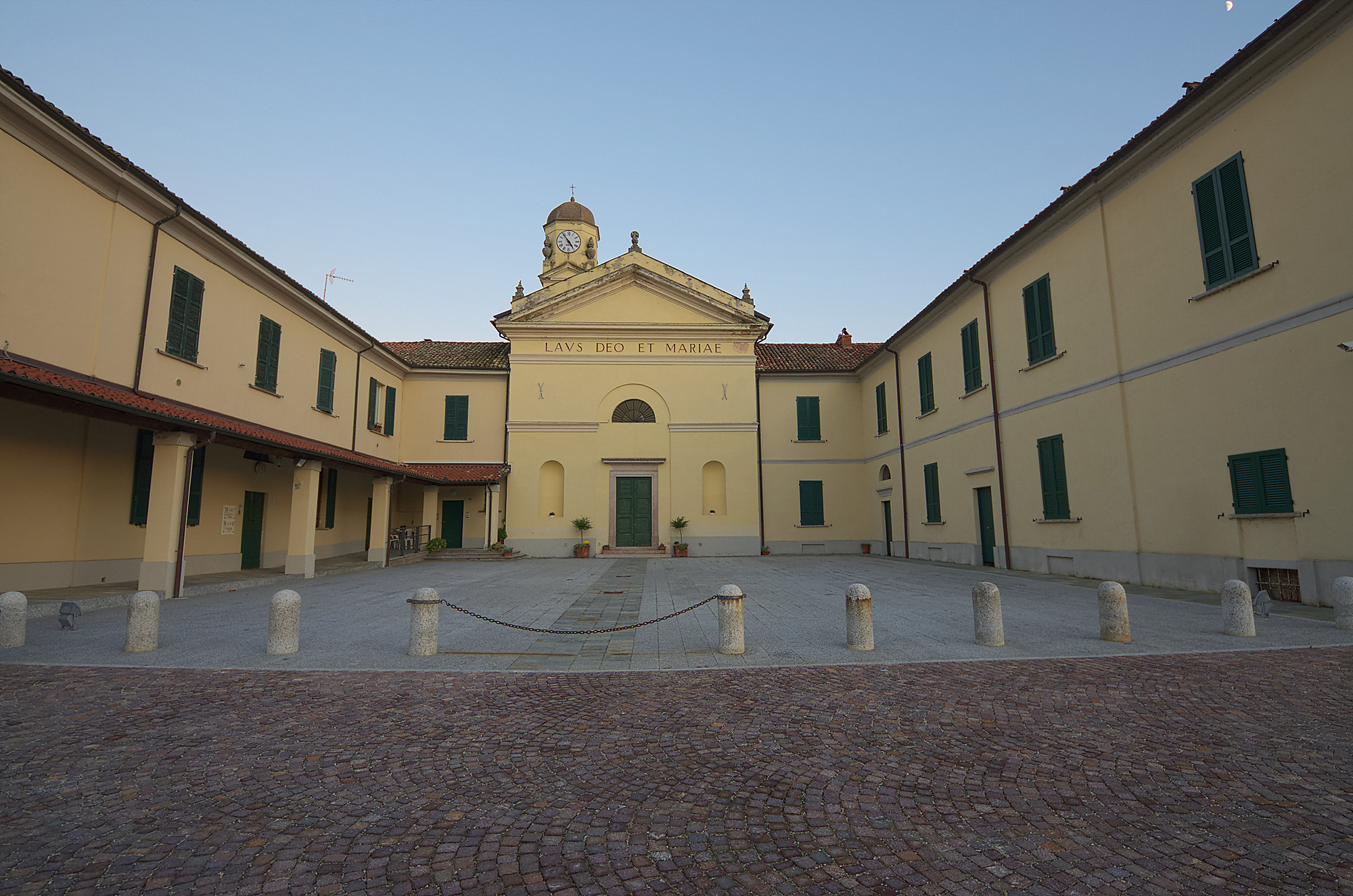
Calvignano

Calvignano là một đô thị ở tỉnh Pavia trong vùng Lombardia của Ý, có cự ly khoảng 50 km về phía nam của Milan và khoảng 20 km về phía nam của Pavia. Tại thời điểm ngày 31 tháng 12 năm 2004, đô thị này có dân số 112 người và diện tích là 6,9 km².
Calvignano giáp các đô thị sau: Borgo Priolo, Casteggio, Corvino San Quirico, Montalto Pavese, Oliva Gessi.